# Mitshuap
 (février 2025).
La mise en forme du texte ne suit pas les recommandations de Wikipédia : il faut le « wikifier ».
Les points d'amélioration suivants sont les cas les plus fréquents :
- Les titres sont pré-formatés par le logiciel. Ils ne sont ni en capitales, ni en gras.
- Le texte ne doit pas être écrit en capitales (les noms de famille non plus), ni en gras, ni en italique, ni en « petit »…
- Le gras n'est utilisé que pour surligner le titre de l'article dans l'introduction, une seule fois.
- L'italique est rarement utilisé : mots en langue étrangère, titres d'œuvres, noms de bateaux, etc.
- Les citations ne sont pas en italique mais en corps de texte normal. Elles sont entourées par des guillemets français : « et ».
- Les listes à puces sont à éviter, des paragraphes rédigés étant largement préférés. Les tableaux sont à réserver à la présentation de données structurées (résultats, etc.).
- Les appels de note de bas de page (petits chiffres en exposant, introduits par l'outil «  Source ») sont à placer entre la fin de phrase et le point final[comme ça].
- Les liens internes (vers d'autres articles de Wikipédia) sont à choisir avec parcimonie. Créez des liens vers des articles approfondissant le sujet. Les termes génériques sans rapport avec le sujet sont à éviter, ainsi que les répétitions de liens vers un même terme.
- Les liens externes sont à placer uniquement dans une section « Liens externes », à la fin de l'article. Ces liens sont à choisir avec parcimonie suivant les règles définies. Si un lien sert de source à l'article, son insertion dans le texte est à faire par les notes de bas de page.
- La présentation des références doit suivre les conventions bibliographiques. Il est recommandé d'utiliser les modèles {{Ouvrage}}, {{Chapitre}}, {{Article}}, {{Lien web}} et/ou {{Bibliographie}}. Le mode d'édition visuel peut mettre en forme automatiquement les références.
- Insérer une infobox (cadre d'informations à droite) n'est pas obligatoire pour parachever la mise en page.

Pour une aide détaillée, merci de consulter Aide:Wikification.
Si vous pensez que ces points ont été résolus, vous pouvez retirer ce bandeau et améliorer la mise en forme d'un autre article.
 (février 2025).
Motif : notoriété non démontrée par des sources secondaires pérennes, indépendantes et de qualité
- Archive Wikiwix
- Bing
- Cairn
- DuckDuckGo
- E. Universalis
- Gallica
- Google
- G. Books
- G. News
- G. Scholar
- Persée
- Qwant
- (zh) Baidu
- (ru) Yandex
- (wd) trouver des œuvres sur Wikidata

| 1. | Préciser le motif de la pose du bandeau. | Précisez le motif de la pose du bandeau en utilisant la syntaxe suivante : {{admissibilité à vérifier\|date=mars 2025\|motif=remplacez ce texte par le motif}}                |
| 2. | Informer les utilisateurs concernés.     | Pensez à avertir le créateur de l'article, par exemple, en insérant le code ci-dessous sur sa page de discussion : {{subst:avertissement admissibilité à vérifier\|Mitshuap}} |

Mitshuap (maison en innu-aimun) est le 1er album de l'auteure-compositrice-interprète québécoise Karen Pinette-Fontaine sorti le 7 avril 2023 sous l'étiquette Musique Nomade.

## Genèse
Elle qualifie cet album d'un journal de vingtaine, capturant ses questionnements identitaires lorsqu'elle venait de quitter la communauté de Maliotenam pour aller étudier dans la grande ville.
Sa musique s'inspire de l'alternatif et de l'indie-rock, particulièrement de musiciennes telles que Feist, Mitski, Orla Gartland ou Billie Marten.
L'album est en français et en innu-aimun, une langue qu'elle n'avait pas apprise durant son enfance et pour laquelle elle a suivi des cours afin de se l'approprier.

## Écriture des chansons
« Nimueshtaten nete » est faite en duo avec Louis-Jean Cormier qui vient du même coin de pays que Kanen, soit de Sept-Îles. Dans cette chanson, ils expriment la dualité entre la beauté du territoire et l'artificialité de la ville.
« Assi » évoque aussi le territoire à travers une instrumentation atmosphérique.
« Par la fenêtre » et « Mitshuap » sont des chansons en hommage aux femmes autochtones disparues.

## Réception
L'album est très bien accueilli. À la suite de la sortie de son album, elle a remporté deux Félix pour révélation de l'année et artiste autochtone de l'année lors du Gala de l’ADISQ 2023.

## Liste des chansons
| No  | Titre                                       | Durée |
| --- | ------------------------------------------- | ----- |
| 1.  | Assi                                        | 3:29  |
| 2.  | Tshekat                                     | 3:42  |
| 3.  | Nimueshtaten nete (avec Louis-Jean Cormier) | 4:00  |
| 4.  | Ishkueuat 1                                 | 0:49  |
| 5.  | Par la fenêtre                              | 4:06  |
| 6.  | Ekuan Ek(u)                                 | 3:46  |
| 7.  | Le silence                                  | 3:56  |
| 8.  | Grande fille                                | 2:53  |
| 9.  | Mitshuap                                    | 2:50  |
| 10. | Ishkueuat 2                                 | 0:34  |
| 11. | Fuck That Shit                              | 2:44  |
| 12. | Les heures des météores                     | 3:14  |

Trois chansons supplémentaires, « Dead Shopping Mall (avec Safia Nolin) », « Ekuan Ek(u) - Dummy » et « Le silence - Dummy » apparaissent dans la version Deluxe parue le 2 juin 2023  